# David Draiman
David Michael Draiman (né le 13 mars 1973 à Flatbush, New York) est le chanteur de heavy metal des groupes Disturbed et Device.
En novembre 2006, Draiman a obtenu la 42e place du Top 100 des chanteurs metal de tous les temps dans le magazine Hit Parader.
Son dernier travail avant de devenir un chanteur à plein temps était administrateur des soins de santé au Ambassador Nursing and Rehab Center à Chicago.

## Vie personnelle
David est né dans une famille juive orthodoxe. À 16 ans, la petite amie de David met fin à ses jours. Le chanteur pose alors son expérience par écrit, donnant la chanson Inside the Fire.
Le 25 septembre 2011, Draiman se marie à Lena Yada (ancienne catcheuse de la WWE) et le 12 septembre 2013 est né leur fils Samuel Bear Isamu Draiman.
Il habitait dans une grande maison de Chicago de 2012 à 2017, mais l'a revendue pour 2.25 millions USD, afin de s'établir de façon permanente dans sa maison d'Austin au Texas,.
David a un frère, Ben Draiman, qui vit en Israël. Celui-ci reprend même des chansons de Disturbed dans son temps libre.
Son père, YJ Draiman, s'est présenté pour les élections municipales de Los Angeles en 2013 et 2017.